# 曹德旺
曹德旺（1946年5月—），籍贯福建福清，中华人民共和国企业家，福耀集團董事局主席、世界華人聯合總會榮譽主席之一，首个安永全球企业家大奖华人获得者。曾任福建省政協委員、全國政協委員、國務院國情研究員、福建省政府特約經濟研究員、中國汽車玻璃協會會長、福建省企業家協會常務副會長。

## 生平
1946年5月，曹德旺出生在上海市，因父亲忙于生意，忘了给他取名字，一直到小学前，他的名字叫“小印度”。曹德旺的母亲说给他取名“小印度”是因为上海租界巡捕多数是印度人，许多家长把孩子打扮成巡捕模样，这样的孩子都称作“小印度”。曹德旺的父亲叫曹河仁，是福清高山镇曹厝村人，年轻时跟着舅公去了日本，在一家日本人的布店当学徒，1936年回到福清和高山镇洋门村的地主千金陈惠珍结婚，两人生有6个孩子。曹德旺的曾祖父曹公望是福清的首富。1937年，曹河仁准备去日本经商，因卢沟桥事变爆发，曹河仁没有去日本，留在上海，舅公把他赚到的钱寄到了上海，后来他成为了上海永安百货公司的股东之一。1949年，中国人民解放军南渡长江时，上海的企业家举家搬迁，逃离上海，大多数人去了英属香港和国外，曹德旺父亲和母亲商量后，买了一艘机动铁壳船，装着家产，准备回到福建福清的老家，但是船却遭遇到风暴沉没了。回到老家后，陈惠珍将她的嫁妆换成钱在高山镇买了一块宅基地，建了一栋二层的楼房。
9岁时，为了上学，长福伯给曹德旺取名“德旺”，德是他德字辈的辈分，旺是取兴旺之意。1956年的一个夏日，曹河仁回到了家乡，因不会务农，就做起了小生意。小学5年级时，曹德旺上午和下午上学，中午拾柴火，出汗后就在河里洗个澡，因太累经常在教室打瞌睡，教导主任抓着他站在操场上当着全校同学的面亮相，下午放学后，趁着教导主任上厕所，他爬在墙上撒了一泡尿在他头上，教导主任找到了曹德旺家，就这样，曹德旺辍学了。
14岁时，母亲陈惠珍从生产队牵了一头牛回来，曹德旺成了生产队的放牛娃，一天两个工分，一个工分8分钱，一天1.6角钱的收入，在当时可以买到1.4斤大米或3两猪肉。曹德旺从此早上起床拾柴火、挑水，白天放牛，下午再拾柴火，还经常帮舅舅种红薯。辍学后，曹德旺拿大他两岁的哥哥的书念，他用割草的钱买了《新华字典》和《辞海》，通过自学积累了知识，而放牛让他从小就体验了成人世界的险恶和底层百姓受欺压的滋味，成为了他日后为人处世的经验。
15岁时，哥哥曹德淦在高山中学当了临时代课老师，班上一个学生家长是福清薛港农场的场长，就给曹德旺在农场安排了数树坑的职位，每天5角钱的收入。不久之后，曹德旺的父亲曹河仁把他领回了家，喊他帮忙做生意。父亲给他租了一辆自行车，两人骑着自行车从福州市买30斤左右的烟丝到高山镇卖，从中赚取差价。第三次开始，曹河仁负责销售，曹德旺负责进货。没有多久之后，曹河仁改做水果生意，凌晨2点，曹德旺骑车去福清县城买300斤左右水果回高山镇，下午3点左右卖，赚取3元左右的利润，这也养成了他早起的习惯。
1968年，正值文化大革命初期，母亲陈惠珍凑齐500元，给曹德旺娶了陈凤英。结婚之后，曹德旺决定独自做生意，最初做白木耳生意，从高山镇购买白木耳坐火车到江西省卖，一直到1970年冬季，最多的一次赚了3000元，当时建一栋房子都只需要2000元。人民公社的一个干部看了之后提出入股，答应做他的“保护伞”，最后一次，曹德旺借钱收购了3000元白木耳，一下鹰潭火车站，就被值班的民兵以“投机倒把”的名义没收了白木耳，要他开个证明才能把东西领走。曹德旺原本想叫人民公社那个干部帮忙，却遭到他以“生病”为由拒绝。1970年12月，福清县决定修建建新水库，次年春节之后，曹德旺去了水库工地，不久之后，工地发生了火灾，曹德旺自告奋勇去修理坏了的板车，整整28天都在修车棚修车，他是最后一个得到火灾赔偿，教导员给他的粮票、布票等，换了一千多元，同时，通过教导员开了一张证明，曹德旺拿回了白木耳，还清了账款。回到工地之后，教导员安排曹德旺做了炊事员，一个月100多元收入，一上任，他就解决了缺热水、偷盗大米等问题，他在食堂待了两年。工地日子之后，曹德旺去了莆田县的大洋农场，做了果苗技术员，一个月40多元收入，一天，他遇到了路过的山兜农场场长王以晃，留他住宿了一晚。1973年春节曹德旺去了王以晃的山兜农场工作，负责对外销售，从此养成了穿戴打扮的习惯。1976年春节后，曹德旺辞职回到了高山镇。
1976年春天，曹德旺和吴异璜、林庶乎在一起喝茶，吴异璜提议曹德旺办水表玻璃厂，当时办工厂是国家的事情，通过公社企业办主任方仁钦的帮助，公社同意成立“高山异型玻璃厂筹建处”，方仁钦出任主任和项目负责人。同年10月，工厂正式动工建设，1979年完工。工厂16名员工，一年多了，生产的玻璃仍然不合格，厂长从方仁钦换成林学飞到林学杰。曹德旺请示方仁钦之后，坐火车去了上海，请上海建材局联络了上海耀华玻璃厂派遣了工程师李维维到高山异型玻璃厂帮忙解决技术问题。当时的工厂，销售靠“指标”，为了解决销路问题，曹德旺经常去福州市，请一些销售界的人士喝茶、泡温泉，从此解决了玻璃销售问题。1983年元旦之后，公社施副书记找到了曹德旺，曹德旺以每年上交利润6万元签字帮助经营工厂。这一年，高山异型玻璃厂在曹德旺的领导下，赚了22万，上交6万之后，他和其他4人分了剩余的16万，曹德旺分了6万元。
1984年，曹德旺搬进了新建的房子。1984年春节后，曹德旺签字承包了高山异型玻璃厂。同年6月，曹德旺开始建新的水表厂。1986年3月，中国开始农村政党整风运动，福清县的高主任对曹德旺的工厂进行三年的账目审查，上报曹德旺“贪污”。结果此事闹到了中央纪委，并且派人和福建省、福州市、福清县组建了一个调查组，进行彻查，还了曹德旺清白。此事也对曹德旺日后的经营理念产生了重大影响：严格按照党和政府政策和规定办事；按章纳税；尊重官员，但是保持距离；可以一起吃饭，但是绝不涉及财物往来；盈利分红除了家庭和自身费用之外，全部用在社会捐赠。1984年他承包了这家企业。其後他把这家企业發展成世界第二大的玻璃企业。
2016年底福耀玻璃在美國俄亥俄州投資6億美元設汽車玻璃廠的工程全面完工投產，然而後續卻連續發生與當地工會和政府的衝突，顯示了中美文明間的差異與價值觀摩擦，在紐約時報與央視都列名專題報導，首先是曹德旺開除了原收購廠區的正副主管，後又因工安衛生法規被地方政府罰款22萬美金，之後又發生工會組織因為車間勞動安全的抗爭並利用網路成為該州的熱點事件。曹德旺則表示該正副主管對於中國人入主有先天抵抗情緒所以做出解職，而對於工會抗議他只概括表明美國廠生產效率比中國廠低甚多，很多工人態度鬆散且紀律精神差。這一系列事件被拍成紀錄片《美国工厂》，該片在第92屆奧斯卡金像獎獲得最佳紀錄片殊榮。
2021年5月5日曹德旺宣佈將出資100億元人民幣，在福建省福州市福州高新技術產業開發區南嶼鎮流洲島興建一間公立大學，目標培訓工程人才，校名目前擬定為「福耀科技大學」。2025年，福建福耀科技大學正式成立。

## 著作
- 自传《心若菩提》2014年人民出版社

## 個人生活
曹德旺是一位虔誠的佛教徒。

### 家庭
- 哥哥曹德淦曾任福建省副省长，儿子曹晖是福耀集团首席执行官。
- 妹妹曹芳是正力新能电池董事长，其控制公司48.57%股权。

## 相關
- 福耀玻璃
- 中華慈善獎

## 榮譽
- 安永全球企业家大奖[49]